# Dante López
Pour les articles homonymes, voir López.
Dante López, nom complet Dante Rafael López Farina, est un footballeur paraguayen né le 16 août 1983  à Asuncion (Paraguay). Il joue attaquant avec le club mexicain des Pumas UNAM.

## Carrière

### En clubs
- 1998 - 2002 : Club Sol de América ( Paraguay)
- 2002 : Cerro Porteño ( Paraguay)
- 2003 : Maccabi Haïfa ( Israël)
- 2004 : Córdoba CF ( Espagne)
- 2005 : Nacional FC (Asunción) ( Paraguay)
- 2005 : Club Olimpia ( Paraguay)
- 2006 : Genoa CFC ( Italie)
- 2007 : FC Crotone ( Italie)
- 2008 : Club Libertad ( Paraguay)
- 2009- : Pumas UNAM ( Mexique)

### En équipe nationale
Dante López a honoré sa première sélection avec l'équipe du Paraguay en avril 2003 à l'occasion d'un match contre le Honduras.
Il participe à la coupe du monde 2006 avec l'équipe du Paraguay. Il a remplacé l'attaquant José Cardozo qui s'est blessé peu avant le Mondial.

## Palmarès
- 8 sélections en équipe nationale